# 興元
興元（こうげん）は中国・唐代徳宗の治世で使用された元号。784年1月 - 12月。

## 西暦・干支との対照表
| 興元 | 元年  |
| 西暦 | 784年 |
| 干支 | 甲子  |